# Die Schnüffler
Die Schnüffler (Originaltitel: Tenspeed and Brown Shoe) ist eine US-amerikanische Detektivserie, die von 1979 bis 1980 durch Paramount im Auftrag von ABC produziert wurde. Nach der Pilotfolge entstanden zwölf weitere Episoden, von denen ab September 1980 aber nur neun im Ersten in Deutschland ausgestrahlt wurden.

## Handlung
Die Serie handelt von den Privatdetektiven Early LeRoy Turner (Ben Vereen) und Lionel Whitney (Jeff Goldblum), einem ungleichen Paar: Turner ist ein ehemaliger Trickbetrüger auf Bewährung, der schlaksige Whitney zieht sein Wissen aus Trivialromanen. Sein Held ist der Schmalspurschnüffler Mark Savage aus der Feder des Krimiautors Stephen J. Cannell (eine Art Cameo-Auftritt des Serienerfinders).
Ganz im Stile der Romanfigur stolpern Whitney und Turner von einem Missgeschick ins nächste und lösen nebenbei auf charmant unkonventionelle Art ihre Kriminalfälle. Durchgängiges Thema ist die Finanznot der beiden, die insbesondere Turner kreativ aber oft jenseits der Legalität zu lösen versteht. Er greift dabei auf Fähigkeiten aus seiner kriminellen Vergangenheit zurück, die er auch zur Lösung der Fälle einsetzt. Running Gag ist, dass diese Szenen akustisch mit dem Klang einer Fahrradklingel eingeleitet werden. Whitney hingegen hält sich streng an Recht und Gesetz, was häufig zu witzigen Konflikten zwischen beiden führt. Gleichwohl unterstützt Whitney seinen Freund, wenn es darum geht, Turners Bewährungshelfer auszutricksen.
Ein Stilelement der Serie ist die Hintergrunderzählung, wenn Whitney in Mark Savage-Büchern liest:
- Mark Savage, du bist ein ganz toller Mann! flüsterte sie. Meine Knie schlotterten mir Löcher in meine blauen Kammgarnhosen, meine Nerven zitterten und vibrierten wie zehn Pfund Zitronengötterspeise auf einem zersprungenen Porzellanteller.
- Ja, sie war zerbrechlich, und sie versuchten sie zu töten. (…) Lilian, die es geschafft hatte, an meiner mit hohen Mauern umschlossenen, alarmausgerüsteten Persönlichkeit vorbei zu rutschen.
- Die zwei Bullen hatten die Tür meines Hollywood-Büros weggepustet, die Scharniere weggetreten und kamen schnell und gefährlich herein. Der Große hatte ein Gesicht wie eine Blaubeertorte, die im Ofen explodiert war …

## Besetzung
- Jeff Goldblum als „Lionel Whitney“ (dt. Stimme: Arne Elsholtz)
- Ben Vereen als „E.L. Turner“ (dt. Stimme: Michael Nowka)

## Episodenführer
1. Der Fall der traurigen Tänzerin
2. Der Fall des schutzbedürftigen Engels
3. Der Fall mit der Leiche im Schrank
4. Der Fall mit dem großen Unbekannten
5. Der Fall des leichtgläubigen Millionärs
6. Der Fall des heißblütigen Gangsters
7. Der Fall des reuigen Gauners
8. Der Fall der Fälle
9. Der Fall mit dem heißen Diamanten